# H.J. de Roy van Zuydewijn
Herbert Joan de Roij van Zuijdewijn (Amsterdam, 19 december 1927 − Delft, 22 april 2019) was een Nederlands literair vertaler en dichter.

## Biografie
De Roij, lid van de familie De Roy, begon te publiceren in 1980, met sonnetten en toneelstukken van Shakespeare. 
Van 1957 tot 1988 was hij werkzaam op het kabinet van de burgemeester van Den Haag, chef van het kabinet van de burgemeester van Rijswijk, sous-chef voorlichting op het ministerie van Ontwikkelingssamenwerking en secretaris bij de Gezondheidsraad.
De Roij was getrouwd met Maria Francisca Pia (Marijke) Levelt (1927-2018) met wie hij verscheidene kinderen kreeg. Mr. H.J. de Roij van Zuijdewijn overleed in 2019 op 91-jarige leeftijd.

## Prijzen
- 2002 - Martinus Nijhoff-prijs voor de vertalingen van Ilias en Odyssee van Homerus

### Vertalingen
- 1980 - Ilias. De wrok van Achilles van Homerus [1993: tweede, herziene druk; 2005: vierde, herziene druk]
- 1992 - Odyssee. De terugkeer van Odysseus van Homerus [1997: tweede, herziene druk; 2005: vierde herziene druk]
- 1997 - De sonnetten van William Shakespeare (april 1997; augustus 1997: tweede druk; 2001: derde druk)
- 2001 - Een wandelende schaduw. Een keuze uit het toneelwerk van William Shakespeare
- 2003 - Julius Caesar / Hamlet van William Shakespeare
- 2004 - Richard III / Macbeth van William Shakespeare
- 2008 - Een midzomernachtsdroom / De Storm van William Shakespeare
- 2013 - Othello / Koning Lear van William Shakespeare

### Eigen werk
- 1984 - De Visionair. Gedichten [83 verhalende sonnetten]
- 1986 - Enclave. 74 kwatrijnen
- 1988 - Wat de zee verzwijgt [123 kwatrijnen]
- 1998 - Sprekend in tongen. Gedichten [sonnetten, haiku en gedichten in vrije versvorm]

## Over De Roy van Zuydewijn
- Peter Nijssen: 'Levensbericht Herbert Jan de Roy van Zuydewijn'. In: Jaarboek van de Maatschappij der Nederlandse Letterkunde te Leiden 2019-2020, p.151-162